# Kgatleng (distrito)
Kgatleng é um dos 10 distritos rurais de Botswana. Sua capital é a cidade de Mochudi e possuía uma população estimada de 91 660 habitantes em 2011.